# ホン・オクソン
ホン・オクソン（Hong Ok Song、1984年2月16日 - ）は北朝鮮の柔道選手。階級は57kg級と63kg級。身長160cm。

## 人物
2000年のアジア青少年大会52kg級で優勝した。2002年のアジア大会57kg級では決勝で日本の日下部基栄に大外刈で効果を先取されるも、終盤に双手刈で有効と技ありを取って逆転勝ちした。2003年にはユニバーシアードとミリタリーワールドゲームズで優勝した。2004年のアテネオリンピックには57kg級に世界チャンピオンのケー・スンヒがいたために63kg級で出場するも、3回戦でオーストリアのクラウディア・ハイルに指導3で敗れると、敗者復活戦でもキューバのドリュリス・ゴンサレスに袈裟固で敗れて7位だった。2006年のドーハアジア大会では57kg級で3位だった。2007年のアジア選手権とミリタリーワールドゲームズでは63kg級で3位となった。

## 主な戦績
- 2000年 - アジア青少年大会　優勝(52kg級)
- 2002年 - アジア大会　優勝
- 2003年 - ユニバーシアード　優勝
- 2003年 - ミリタリーワールドゲームズ　優勝
- 2004年 - アジア選手権　3位(63kg級)
- 2004年 - アテネオリンピック　7位(63kg級)
- 2006年 - アジア大会　3位
- 2007年 - アジア選手権　3位(63kg級)
- 2007年 - ミリタリーワールドゲームズ　3位(63kg級)

(出典)。